# 张跃平
张跃平（？—），男，汉族，中华人民共和国政治人物，曾任中共西藏自治区纪委副书记，西藏自治区监察厅厅长，西藏自治区人大常委会副主任。